# Karl Hermann (Heimatforscher)
Karl Hermann (* 21. Juni 1888 in Finsterrot; † 25. Dezember 1961 in Möckmühl) war ein deutscher Pädagoge. Bedeutung erlangte er als Heimatforscher zu Themen rund um Heilbronn, wo er auch im Schuldienst tätig war.

## Leben
Hermann entstammte einer Lehrerfamilie und schlug auch selbst den Lehrerberuf ein, den er 47 Jahre ausübte, davon 32 Jahre in seiner Wahlheimat Neckargartach. Zuletzt war er bis zu seiner Pensionierung im Jahr 1954 Oberlehrer.
Bereits der Vater Friedrich Hermann war heimatkundlich und genealogisch interessiert. Karl Hermann war Mitglied des Historischen Vereins Heilbronn und hat seit dem Ersten Weltkrieg eine Fülle von Abhandlungen zu heimatkundlichen Themen verfasst. In der Neckar-Zeitung und im Neckar-Echo erschienen laut dem Heilbronner Archivdirektor Alexander Renz über 100 Artikel von Hermann. Der Heilbronner Heimatforscher Peter Hahn, der vorschlug, eine Straße nach Hermann zu benennen, zählte insgesamt 36 Abhandlungen über die Geschichte Heilbronns, sechs volkskundliche Arbeiten und 40 biografische Artikel.
Nach dem Zweiten Weltkrieg beteiligte sich Hermann am Wiederaufbau des Heilbronner Historischen Museums und veröffentlichte weitere Beiträge in der heimatgeschichtlichen Beilage Schwaben und Franken der Heilbronner Stimme sowie in drei Veröffentlichungen des Historischen Vereins Heilbronn,  die von Renz als „besonders wertvoll“ bezeichneten Schriften über Friedrich Schillers Aufenthalt in Heilbronn (1954), Eberhard Gmelin (1957) und Friedrich August Weber (1960). In seinem Nachlass fanden sich darüber hinaus unpubliziert gebliebene Manuskripte einer Neckargartacher Ortschronik sowie einer Neckargartacher Kirchengeschichte.

## Schriften (Auswahl)
- Die ehemaligen Kreuzsteine auf den Kreuzäckern, in Neckar-Zeitung 1932, Unterhaltungsblatt Nr. 16 sowie im Neckargartacher Gemeindeblatt 1932, Nr. 11
- Der Dichter Achim von Arnim in Heilbronn und Weinsberg, in Schwaben und Franken 1954, Nr. 3
- Der steinerne Tisch bei Hölzern, in Schwaben und Franken 1954, Nr. 5
- Alt-Heilbronn und Friedrich Schiller, in Schwaben und Franken 1954, Nr. 6
- Der Dichter und Arzt Alexander Seitz, in Schwaben und Franken 1954, Nr. 9
- Schillers Aufenthalt im aufgeklärten Heilbronn in: Historischer Verein Heilbronn, 21. Veröffentlichung, 1954
- Die asiatische Cholera in Heilbronn, in Schwaben und Franken 1955, Nr. 2
- Heilbronner Schweinsberg im Wandel der Zeiten, in Schwaben und Franken 1955, Nr. 10 und 11
- Alt-Heilbronn als Turnierplatz, in Schwaben und Franken 1956, Nr. 4
- Victor Hugo in Heilbronn, in Schwaben und Franken 1956, Nr. 5
- Gustav Adolf auf dem Weg nach Heilbronn, in Schwaben und Franken 1956, Nr. 9
- Dr. Eberhard Gmelin, Schillers Arzt in Heilbronn, in: Historischer Verein Heilbronn, 22. Veröffentlichung, 1957
- Berühmte Schüler der Heilbronner Lateinschule, in Schwaben und Franken 1957, Nr. 2
- Dr. Friedrich August Weber, ein Heilbronner Arzt und bedeutender Musiker, in: Historischer Verein Heilbronn, 23. Veröffentlichung, 1960